# Pitiu Rochel
José Rochel Morales, conocido como Pitiu Rochel (Alicante, 30 de julio de 1943 – Alicante, 9 de febrero de 2001) fue un jugador y entrenador de balonmano español. Jugó de extremo derecho siempre en el equipo de su ciudad, el Calpisa, con el que logró 3 ligas y 3 Copas del Rey; además fue internacional con España en 90 ocasiones. Como entrenador consiguió la Copa del Rey y la Recopa de Europa de balonmano también con el citado equipo alicantino.

## Trayectoria
Pitiu fue un jugador de balonmano zurdo, conocido en su época como el zurdo de oro, jugaba de extremo derecho. El entrenador de la gloriosa Selección de balonmano de Rumanía Nicolae Nedeff (cuatro veces campeón del mundo con Rumanía), afirmó que Pitiu Rochel sería el único jugador extranjero que estaría dispuesto a nacionalizarlo con tal de tenerlo en la selección Rumana. Fue internacional en 90 partidos con la selección española, con la que hizo su debut con 17 años. Participó en los Juegos Olímpicos de Múnich 1972.
Fue un jugador de club, pese a recibir continuas ofertas de otros equipos como por ejemplo el FC Barcelona por aquel entonces presidido por Agustí Montal, desarrolló toda su trayectoria en el máximo exponente del balonmano alicantino, el cual tuvo diversas denominaciones a lo largo de su historia. Primero lo hizo en el Club Deportivo Obras del Puerto, posteriormente se denominó Club Balonmano Calpisa. En el Calpisa logró 3 ligas en la máxima categoría y 3 Copas. Se retiró con 34 años, y pasó a desempeñar el puesto de entrenador, donde logró la Copa del Rey tras vencer al Atlético de Madrid y la Recopa de Europa frente al Gummersbach en 1980. Posteriormente fichó por el Club Balonmano Almoradí, y finalmente terminó su carrera como entrenador en el equipo Helados Alacant (liga asobal) Alicante.
Su hijo Abraham Rochel, también es jugador de balonmano y fue internacional sub-21. 
En Alicante, uno de los principales pabellones deportivos de la ciudad, el Pabellón Pitiu Rochel, lleva su nombre. En Almoradí se celebra anualmente el Memorial Pitiu Rochel.